# Igor Alekszandrovics Szmolnyikov
Igor Alekszandrovics Szmolnyikov (Oroszul: Игорь Александрович Смольников) (Kamensk-Uralsky, 1988. augusztus 8. –) orosz válogatott labdarúgó, aki jelenleg a Krasznodar játékosa.

## Sikerei, díjai
- Zenyit
  - Orosz bajnok: 2014–15, 2018–19, 2019–20
  - Orosz kupa: 2015–16, 2019–20
  - Orosz szuperkupa: 2015, 2016